# Max René Hesse
Max René Hesse (* 17. Juli 1877 in Wittlich; † 15. Dezember 1952 in Buenos Aires) war ein deutscher Arzt und Schriftsteller. Er ist der Autor von über zehn umfangreichen psychologisch motivierten Entwicklungs- und Gesellschaftsromanen.

## Leben
Hesse studierte an den Universitäten Köln und Berlin Medizin, Jura und Geisteswissenschaften. Von 1910 bis 1927 war er Arzt in Argentinien und 1928 Großwildjäger in Südamerika und Afrika. Von 1929 bis 1933 lebte er wieder in Berlin. Zwischen 1933 und 1942 hielt er sich in Wien, auf dem Balkan und in Italien auf. 
1933/34 versuchten die Nationalsozialisten zunächst, Max René Hesse für ihre Ideologie zu vereinnahmen, später verboten sie seine Bücher. Trotzdem kehrte Hesse 1942 nach Deutschland zurück. Er ging 1943 als Korrespondent der Kölnischen Zeitung nach Madrid. 1943/1944 verschwand er in Málaga und wurde 1944 für tot erklärt. In Wirklichkeit hielt er sich in Argentinien auf, wo er 1952 zurückgezogen in Buenos Aires starb. 

## Rezeption
Victor Klemperer widmet dem Roman Partenau in LTI – Notizbuch eines Philologen ein eigenes Kapitel und bezeichnet das Werk als „Vorwegnahme der Sprache, der Gesinnungen des Dritten Reichs“.

## Werke (Auswahl)
- 1929: Roman: Partenau. Rütten & Loening, Frankfurt am Main (französisch 1930)
- 1932: Roman: Morath schlägt sich durch. Cassirer, Berlin (französisch 1934)
- 1933: Roman: Morath verwirklicht einen Traum. Cassirer, Berlin (Fortsetzung des vorhergehenden Titels; französisch 1935)
- 1935: Roman: Der unzulängliche Idealist. Cassirer, Berlin
- 1937: Roman: Dietrich und der Herr der Welt. Krüger, Berlin (niederländisch 1943; französisch 1958)
- 1943: Roman: Jugend ohne Stern. Krüger, Berlin (niederländisch 1944)
- 1950: Roman: Überreife Zeit. Krüger, Berlin (mit den beiden vorhergehenden Titeln als Trilogie: Dietrich Kattenburg)
- 1950: Roman: Liebe und Lüge. Artemis, Zürich
- 1984: Roman: Die Erbschaft. Ein Nachkriegsroman in sieben Büchern. Gantner & Cramer, Vaduz (aus dem Nachlass)
- drei unveröffentlichte Romane im Nachlass